# The Matador (singolo)
The Matador è un brano musicale composto da Johnny Cash e June Carter pubblicato su singolo nel 1963 dalla Columbia Records.
Il 45 giri (lato B: Still in Town) raggiunse la seconda posizione nella classifica country statunitense. Inoltre, The Matador entrò anche nella classifica Billboard Hot 100, piazzandosi alla posizione numero 44.